# Saint-Clément-des-Baleines
Saint-Clément-des-Baleines är en kommun i departementet Charente-Maritime i regionen Nouvelle-Aquitaine i västra Frankrike. Kommunen ligger i kantonen Île de Ré som ligger i arrondissementet La Rochelle. År 2022 hade Saint-Clément-des-Baleines 712 invånare.

## Befolkningsutveckling
| Befolkningsutvecklingen i Saint-Clément-des-Baleines 1968–2021 | Befolkningsutvecklingen i Saint-Clément-des-Baleines 1968–2021 | Befolkningsutvecklingen i Saint-Clément-des-Baleines 1968–2021 | Befolkningsutvecklingen i Saint-Clément-des-Baleines 1968–2021 | Befolkningsutvecklingen i Saint-Clément-des-Baleines 1968–2021 |
| -------------------------------------------------------------- | -------------------------------------------------------------- | -------------------------------------------------------------- | -------------------------------------------------------------- | -------------------------------------------------------------- |
|                                                                |                                                                |                                                                |                                                                |                                                                |
| År                                                             |                                                                |                                                                | Folkmängd                                                      |                                                                |
| 1968                                                           | 1968                                                           |                                                                | 490                                                            |                                                                |
| 1975                                                           | 1975                                                           |                                                                | 480                                                            |                                                                |
| 1982                                                           | 1982                                                           |                                                                | 516                                                            |                                                                |
| 1990                                                           | 1990                                                           |                                                                | 607                                                            |                                                                |
| 1999                                                           | 1999                                                           |                                                                | 728                                                            |                                                                |
| 2007                                                           | 2007                                                           |                                                                | 724                                                            |                                                                |
| 2015                                                           | 2015                                                           |                                                                | 631                                                            |                                                                |
| 2021                                                           | 2021                                                           |                                                                | 698                                                            |                                                                |